# Serrat Alt (les Avellanes i Santa Linya)
El Serrat Alt és una muntanya de 711 metres que es troba al municipi de les Avellanes i Santa Linya, a la comarca catalana de la Noguera.
Al cim podem trobar-hi un vèrtex geodèsic (referència 257099001).